# 吳思遠
吳思遠，BBS，JP（1944年6月12日—），香港導演、監製，香港電影導演會永遠榮譽會長、香港電影工作者總會會長，並曾創立思遠籃球隊。

## 背景

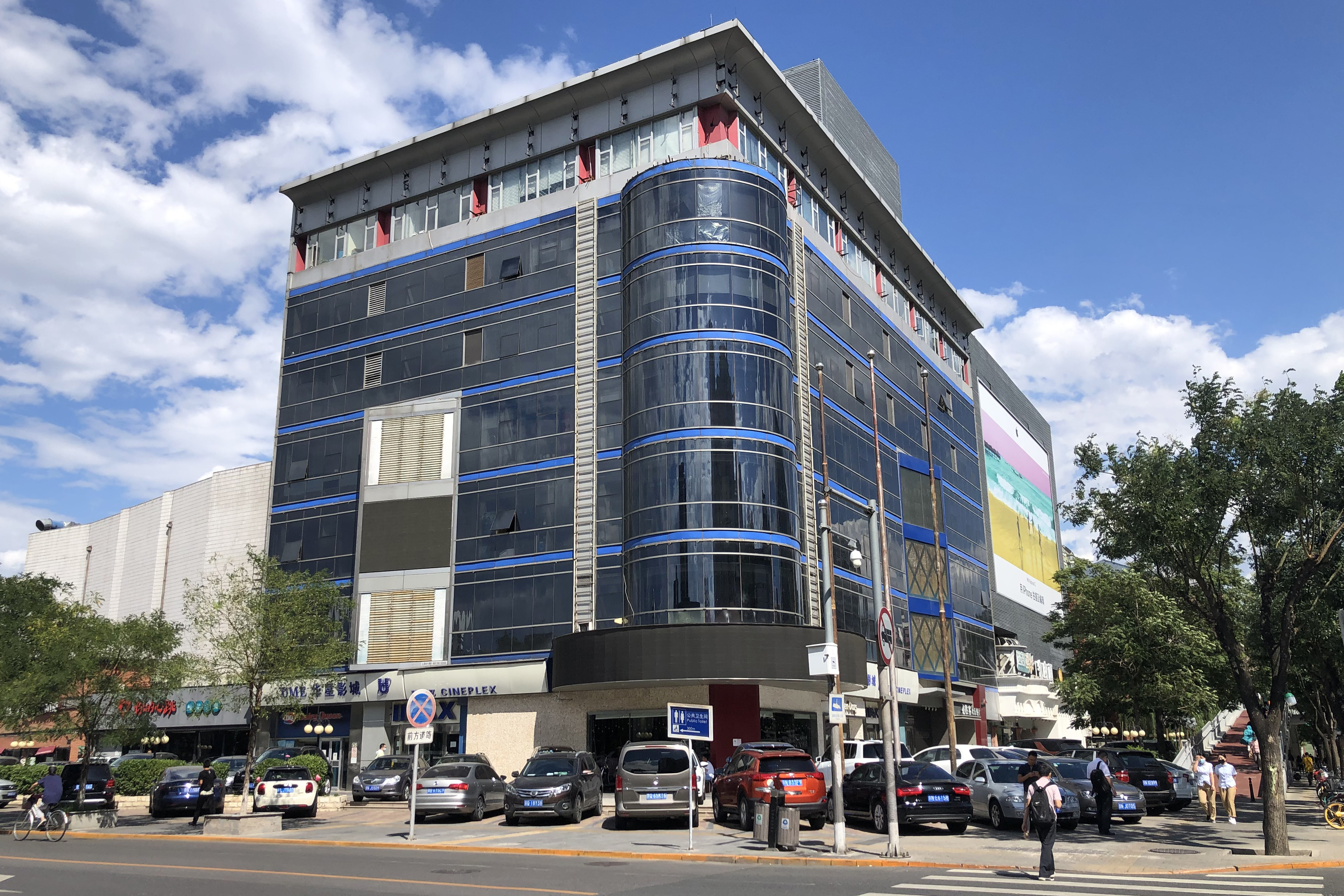
吴思远2002年在北京开设的UME华星国际影城是中国第一间由电影人自己投资兴建的电影院

吳思遠是廣東中山縣人，1944年生於上海，在1961年隨家人移居香港，早年在上海唸小學和中學，後來畢業於新法書院，曾經當過中學教師。
1965年，吳思遠在大東紗廠做保全（機器維修），因媽媽是他的舊同事。1966年，吳思遠投考邵氏第6屆南國實驗劇團編導科，接受戲劇訓練，做過場記，1969年在電影《劍膽》擔任副導演，1971年導演第一部作品《瘋狂殺手》。1973年創辦思遠影業公司，編導過《香港小教父》、《廉政風暴》等多部電影。吳思遠於1977年開始轉任監製，製作了成龍主演，袁和平導演的成名作《醉拳》、《蛇形刁手》，開創了諧趣功夫片潮流，還有新浪潮導演徐克的《蝶變》。
1995年-2000年期間，吳思遠擔任香港電影金像獎主席，並曾擔任多屆香港電影工作者總會會長。2002年7月12日，吴思远在北京双榆树开设UME华星国际影城，开始从事影院建设与经营，同年9月在上海开设UME新天地国际影城。
2013年，獲頒香港電影金像獎終身成就獎，以表揚其為推動香港電影發展之貢獻。2017年，吴思远将UME影院的股权售予黎瑞刚的华人文化有限责任公司。

### 政治立場
2020年5月，吳思遠與約2600名文藝界從業者聯署支持香港國家安全法

## 馬主生涯
吳思遠自2017-2018馬季開始成為香港賽馬會的馬主，擁有名下馬匹「歡樂家庭」（蘇偉賢馬房賽駒）。

## 電影作品

### 導演
- 《瘋狂殺手》(1971)
- 《蕩寇灘》(1972)
- 《餓虎狂龍》(1972)
- 《猛虎下山》(1973)
- 《香港小教父》(1974)
- 《十三號凶宅》(1975)
- 《生龍活虎小英雄》(1975)
- 《廉政風暴》(1975)
- 《三傻笨探小福星》(1976)
- 《七百萬元大劫案》(1976)
- 《鹰爪铁布衫》（1977）
- 《法外情》(1985)

### 監製
- 《蛇形刁手》(1977)
- 《紅樓春上春》(1978)
- 《醉拳》
- 《蝶變》
- 《賭聖》(1990)
- 《宋家皇朝》（1997）
- 《一代宗師》(2013)